# 오스트레일리아의 강제 입양
호주 강제입양은 미혼모에게서 강제로 아기를 빼앗아 입양을 보내던 관행을 말한다. 2012년 강제 입양 관행에 대한 호주 상원 조사 보고서에 의하면 의사, 간호사, 사회 복지사 및 종교 지도자들이 때로는 입양기관이나 정부기관의 도움을 받고 불법으로 아기를 빼앗아 기혼 부부에게 입양시켰다. 어떤 경우에는 강압, 약물 등의 불법적인 방식을 동원하여 생모의 동의를 얻어냈다. 많은 경우 이러한 입양은 '미혼 임신으로 낙인찍힌' 친모를 가족이 다른 곳으로 보내 버리면서 발생했다. 이러한 강제입양은 대부분 20세기 후반에 이루어졌다. 이 관행은 '제도화된 신생아 사업'이라 불린다.
상원 조사에 대응하여 2013년 3월 21일 호주 총리 줄리아 길라드는 강제입양의 피해자들에 대한 대국민 사과를 했고 그 이외의 다양한 정부 대응책을 개괄적으로 발표했다.

## 20세기 호주의 입양 관행
현대의 입양은 유독 20세기에 두드러지는 현상으로 대부분 1950년대부터 1980년대 사이에 이루어졌다. 이 시기의 상당 기간 동안 입양은 두 가지 특징을 보였다. '완전 단절 이론'의 적용과 '비공개 입양' 제도가 이에 해당한다. 완전 단절 이론의 주요 내용은 출생 직후 아기를 생모로부터 떼어내어 많은 경우 부모와 아이 간 어떤 연락도 취할 수 없도록 하는 것으로, 이후 보통 수 주 내에 아기를 입양 가족에게 영영 보내 버린다. 비공개 입양은 입양 기록의 봉인을 말한다. 따라서 기록이 비공개되므로 입양의 당사자들은 평생 서로의 신원에 대해 모르는 채로 살아간다. :페이지:9-10
호주에서 얼마나 많은 아기가 입양되었는지에 대한 정확한 수치는 없지만 대략 250,000명으로 추산하고 있다. 이 중 미혼모의 아기가 입양된 비율은 알려져 있지 않다. :페이지:8-10
사생아에 대한 낙인과 미혼모에 대한 경제적 지원 부재로 인해 당시에는 미혼모가 아이를 낳으면 입양을 보내는 것이 아이에게 최선이라는 견해가 일반적이었다.

## 사과
2010년 10월 19일 서호주 의회가 호주에서 최초로 사생아 강제 입양 정책에 대해 사과했다. "이러한 입양 관행으로 인해 피해를 입은 여성들과 그들의 아이 및 가족들에게 지금 사죄드립니다."라고 콜린 바넷은 말했다.